# Inkermán
Inkermán (en ruso: Инкерман, en tártaro de Crimea: Inkerman, en ucraniano: Інкерман) es una ciudad situada en la península de Crimea. Está situada a 5 kilómetros al este de Sebastopol, en la desembocadura del río Chorna que desemboca en el puerto de Sebastopol. Administrativamente, Inkermán está subordinado al municipio de Sebastopol, que no constituye parte de la República de Crimea. Su soberanía está discutida por Ucrania y por la comunidad internacional representada en la ONU que aprobó la Resolución 68/262 de la Asamblea General de las Naciones Unidas (llamada Integridad territorial de Ucrania) que rechaza el referéndum de 2014 sobre su anexión a Rusia.
En las proximidades de esta localidad se desarrolló una memorable batalla de la guerra de Crimea que pasó a los anales militares como la batalla de Inkerman.

## Notas

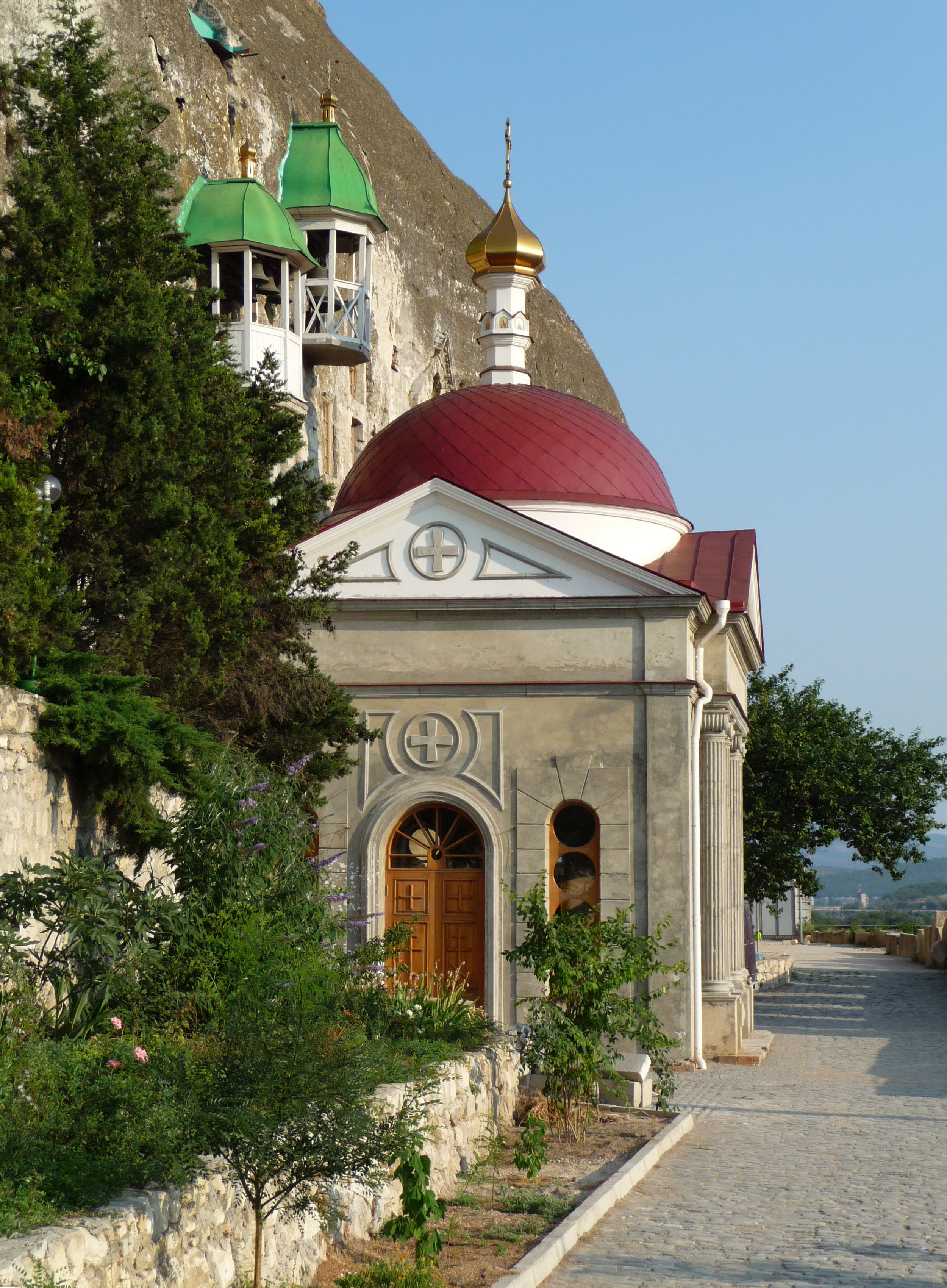
Monasterio de San Clemente en Inkermán, Crimea.